# شهرستان گوسان
شهرستان گوسان یا کوسان (به کره‌ای: 고산군) یک شهرستان در جنوب کره شمالی (مرکز شبه‌جزیره کره) است که در تابعیت استان گانگوون قرار دارد.

## تقسیمات اداری
شهرستان گوسان به ۱ شهرک و ۲۴ روستای تابعه تقسیم شده است.
| - ‌ شهرک‌ها - گوسان (고산읍، Kosan-ŭp) - روستاها - بوپیونگ (부평리، Pup'yŏng-ni) - بونگ‌ریون (봉련리، Pongryŏl-li) - جوچون (주천리، Chuch'ŏl-li) - جوگّون (죽근리، Chukkŭl-li) - رانجونگ (란정리، Ranjŏng-ni) - ریانگسا (량사리، Ryangsa-ri) - ریونگجی‌وون (룡지원리، Ryongjiwŏl-li) - سانتان (산탄리، Sant'al-li) - سان‌یانگ (산양리، Sanyang-ni) - ساهیون (사현리، Sahyŏl-li) - سولبونگ (설봉리، Sŏlbong-ni) | - روستاها (ادامه) - سونگبوک (성북리، Sŏngbuk-ri) - شین‌هیون (신현리، Sinhyŏl-li) - گوانگ‌میونگ (광명리، Kwangmyŏng-ni) - گوم (금리، Kŭm-ni) - گومپونگ (금풍리، Kŭmp'ung-ni) - گومچون (금천리، Kŭmch'ŏl-li) - گوریونگ (구령리، Kuryŏng-ni) - گوئوپ (구읍리، Kuŭp-ri) - وینام (위남리، Winam-ni) - هه‌بانگ (해방리، Haebang-ni) - هیوک‌چانگ (혁창리، Hyŏkch'ang-ni) - یونهو (연호리، Yŏnho-ri) |

## تاریخ
تا پیش از تأسیس این شهرستان در سال ۱۹۵۲ میلادی، اراضی تابعهٔ‌ آن در تابعیت قصبه‌های «شین‌گوسان» [신고산면] و «سوگوانگسا» [석왕사면] در شهرستان آنبیون، در ا قرار داشتند.
تا پیش از سال ۱۹۴۶ میلادی، شهرستان آنبیون در استان هامگیونگ جنوبی قرار داشت، و در آن سال به استان گانگوون پیوست.
در پی قطعی شدن مرز بین دو کره، در دسامبر سال ۱۹۵۲ میلادی، در کره شمالی، «قصبه» به‌عنوان یک واحد اداری بالکل منحل شد. در عوض، روستاهای کوچکتر و بزرگتر در جای‌جای کشور با هم تجمیع شده و وظایف اداری بیشتری به آن‌ها سپرده شد، و آن‌ها عملا به سطح سوم تقسیمات کشوری، مستقیما تابعهٔ شهرستان‌ها تبدیل شدند.
در همان تاریخ و در چهارچوب این پروسه، اراضی دو فوق‌الذکر از شهرستان آنبیون و شهرستان جدید گوسان را تشکیل دادند. قصبهٔ «شین‌گوسان» شامل ۴۱ روستا، و قصبهٔ  «سوگوانگسا» شامل ۳۸ روستا (مجموعا ۷۹ روستا) داشتند.
در طول این پروسه، روستاهای مختلف این شهرستان، به شرح زیر ادغام شده و به ۱ شهرک و ۲۵ روستای نهائی تبدیل شدند:
- شهرک
  1. گوسان [고산읍] از ادغام روستاهای «سه‌پو» [세포리]، «شینجوم» [신점리]، «شینده» [신대리]، «شین‌گوسان» [신고산리] (قصبهٔ منحل شدهٔ «شین‌گوسان»)

- روستاها
  1. بوپیونگ [부평리] از ادغام روستاهای «بوپیونگ سفلی (هابوپیونگ)» [하부평리]، «بوپیونگ علیا (سانگ‌‌بوپیونگ)» [상부평리]، بخشی از «ریونگجی‌وون» [룡지원리] (قصبهٔ منحل شدهٔ «شین‌گوسان»)
  2. بونگ‌ریون [봉련리] از ادغام روستاهای «اوکجونگ» [옥정리]، «دونگ‌سانگ» [동상리]، «دونگها» [동하리]، «سانگتاپ» [상탑리] (قصبهٔ منحل شدهٔ «سوگوانگسا»)
  3. پیونگهوا [평화리] از ادغام روستاهای «اوسان» [오산리]، «جونگانگ» [중앙리] (قصبهٔ منحل شدهٔ «سوگوانگسا»)
  4. جوچون [주천리] از ادغام روستاهای «جوچون سفلی (هاجوچون)» [하주천리]، «جوچون علیا (سانگ‌جوچون)» [상주천리]،‌ «سو (غربی)»  [서리]، «گیلمیونگ» [길명리] (قصبهٔ منحل شدهٔ «شین‌گوسان»)
  5. جوگّون[죽근리] از ادغام روستاهای «جوگّون»، «ده‌ریونگ» [대령리]، «ده‌موک» [대목리]، «هاکسو» [학소리] (قصبهٔ منحل شدهٔ «شین‌گوسان»)
  6. رانجونگ [란정리] از ادغام روستاهای «ایندومون» [인두문리]، «سانگ‌گام» [상감리]، «شین‌وول» [신월리]، «هاگام» [하감리] (قصبهٔ منحل شدهٔ «سوگوانگسا»)
  7. ریانگسا [량사리] از ادغام روستاهای «سا» [사리]، «ساگاپو» [상가포리]، «هاگاپو» [하가포리]، «هیونده» [현대리] (قصبهٔ منحل شدهٔ «سوگوانگسا»)
  8. ریونگجی‌وون [룡지원리] از ادغام روستاهای «جانگ‌پیونگ» [장평리]، «سانگشینهونگ» [상신흥리]، «گوریونگجی‌وون» [구룡지원리]، «یونگمون» [용문리]، بخشی از «ریونگجی‌وون» [룡지원리] (قصبه‌های منحل شدهٔ «سوگوانگسا» و «شین‌گوسان»)
  9. سانتان [산탄리] از ادغام روستاهای «تانبو» [탄부리]، «سوچونگ» [수청리] (قصبهٔ منحل شدهٔ «شین‌گوسان»)
  10. سان‌یانگ [산양리] از ادغام روستاهای «بونجی» [번지리]، «سان‌یانگ» (قصبهٔ منحل شدهٔ «شین‌گوسان»)
  11. ساهیون [사현리] از ادغام روستاهای «ساهیون سفلی (هاساهیون)» [하사현리]، «ساهیون علیا (سانگ‌ساهیون)» [상사현리]، گانگ‌سونگ [강성리] (قصبهٔ منحل شدهٔ «شین‌گوسان»)
  12. سولبونگ [설봉리] از ادغام روستاهای «ساگی» [사기리]، «گوولتاپ» [궐탑리] (قصبهٔ منحل شدهٔ «سوگوانگسا»)
  13. سونگبوک [성북리] از ادغام روستاهای «سونگبوک» [성북리]، «سونگنام» [성남리] (قصبهٔ منحل شدهٔ «شین‌گوسان»)
  14. شین‌هیون [신현리] از ادغام روستاهای «شین‌چونگ» [신청리]، «هِنگ‌هیون» [행현리] (قصبهٔ منحل شدهٔ «سوگوانگسا»)
  15. گوریونگ [구령리] از ادغام روستاهای «شین‌یانگ» [노복리]، «گوریونگ»، «گوئهوانگ» [능화리] (قصبهٔ منحل شدهٔ «سوگوانگسا»)
  16. گوم [금리] از ادغام روستاهای «شین‌سونگ» [신성리]، «گوم» (قصبهٔ منحل شدهٔ «سوگوانگسا»)
  17. گومپونگ [금풍리] از ادغام روستاهای «پونگپو» [풍포리]، «گونوئ» [근외리]، «گیوئام» [교암리] (قصبهٔ منحل شدهٔ «سوگوانگسا»)
  18. گومچون [금천리] از ادغام روستاهای «جه‌چون» [재천리]، «سوک‌گیو» [석교리]،‌ «گومگی» [금기리] (قصبهٔ منحل شدهٔ «شین‌گوسان»)
  19. گوئوپ [구읍리] از ادغام روستاهای «گوسان» [고산리]، «گومی» [근남리] (قصبهٔ منحل شدهٔ «شین‌گوسان»)
  20. نامسان [남산리] از ادغام روستاهای «سونگنام» [성남리]، «مه‌هوا» [매화리]، «نامسان» (قصبهٔ منحل شدهٔ «سوگوانگسا»)
  21. نونگبوک [능복리] از ادغام روستاهای «نوبوک» [노복리]، «نونگهوا» [능화리] (قصبهٔ منحل شدهٔ «سوگوانگسا»)
  22. وینام [위남리] از ادغام روستاهای «سانگیرون» [상일온리]، «ویبوک» [위북리]، وینام [위남리] (قصبهٔ منحل شدهٔ «شین‌گوسان»)
  23. هه‌بانگ [해방리] از ادغام روستاهای «تونگچون» [통천리]، «سونگچون» [송촌리]، «هوچانگ» [후창리] (قصبهٔ منحل شدهٔ «سوگوانگسا»)
  24. هیوک‌چانگ [혁창리] از ادغام روستاهای «اوئپیونگ» [외평리]، «بوگّوک» [복곡리]، «جونگجا» [종자리]، «چانگ‌پیونگ» [창평리]، «نه‌پیونگ» [내평리] (قصبهٔ منحل شدهٔ «شین‌گوسان»)
  25. یونهو [연호리] از ادغام روستاهای «جوئوم» [주음리]، «سونگها» [송하리]، «گوریونگ» (قصبهٔ منحل شدهٔ «سوگوانگسا»)

در سال ۱۹۶۱ میلادی، دو روستای «پیونگهوا» و «نونگبوک» ادغام شده و به نام «سوگوانگسا» [석왕사리] در آمد. (۱ شهرک ، ۲۴ روستا)
در سال ۱۹۸۱ میلادی، روستای «سوگوانگسا» به «گوانگ‌میونگ» [광명리] تغییر نام داد.